# Kirby's Pinball Land
Kirby's Pinball Land (カービィのピンボール?, Kābī no Pinbōru, lett. "Il flipper di Kirby") è un videogioco di flipper sviluppato da HAL Laboratory e pubblicato da Nintendo, uscito nel 1993 per Game Boy. Si tratta di un gioco di flipper con Kirby al posto della palla.

## Modalità di gioco
Il gioco è caratterizzato da tre tavoli da flipper. Ogni tavolo ha tre piani. Il giocatore guadagna punti rimbalzando sui muri e sui paraurti e sconfiggendo i nemici. I giocatori possono anche guadagnare Maxim Tomatoes, che impedisce al giocatore di perdere una palla per un breve periodo di tempo. Al piano centrale e all'ultimo piano c'è una Warp Star. Se il giocatore prende la Warp Star al piano intermedio, può giocare un minigioco per guadagnare punti extra e moltiplicatori. La Warp Star al piano superiore porta il giocatore al capo del tavolo. Dopo aver sconfitto un boss, il giocatore può guadagnare un'altra vita scrivendo la parola "Extra" con le lettere che appaiono sulla schermata di selezione del tavolo. Dopo che il giocatore gioca tutti e tre i tavoli, si trova di fronte a King Dedede. Sconfiggere King Dedede permette al giocatore di giocare di nuovo ai tavoli per un punteggio più alto.

## Accoglienza
Kirby's Pinball Land ha ricevuto un'accoglienza prevalentemente positiva, ottenendo un punteggio medio del 70% su GameRankings. Electronic Gaming Monthly gli ha dato un 7,25 su 10: benché la sfocatura dello schermo del Game Boy renda difficile vedere cosa stia succedendo, lo hanno comunque considerato "uno dei migliori giochi di flipper per qualsiasi sistema" in virtù della capacità di recuperare le palle perse, il gameplay multi-tavolo e il gran numero di oggetti nascosti da trovare.
In una recensione retrospettiva, IGN lo ha descritto come un gioco di flipper per Game Boy di qualità, definendolo coinvolgente e divertente. Kirby's Pinball Land è stato uno dei candidati al premio Reader's Choice "Game Boy Action Game of the Century" di IGN. 1UP.com ha commentato che "Gli spin-off sono inevitabili per le serie popolari, ma Kirby's Pinball Land è un'idea di buonsenso". Il motore utilizzato in Kirby's Pinball Land sarebbe stato successivamente utilizzato in un altro gioco Nintendo, Pokémon Pinball.